# Ferdinand Riant
 (juin 2021).
La mise en forme du texte ne suit pas les recommandations de Wikipédia : il faut le « wikifier ».
Les points d'amélioration suivants sont les cas les plus fréquents :
- Les titres sont pré-formatés par le logiciel. Ils ne sont ni en capitales, ni en gras.
- Le texte ne doit pas être écrit en capitales (les noms de famille non plus), ni en gras, ni en italique, ni en « petit »…
- Le gras n'est utilisé que pour surligner le titre de l'article dans l'introduction, une seule fois.
- L'italique est rarement utilisé : mots en langue étrangère, titres d'œuvres, noms de bateaux, etc.
- Les citations ne sont pas en italique mais en corps de texte normal. Elles sont entourées par des guillemets français : « et ».
- Les listes à puces sont à éviter, des paragraphes rédigés étant largement préférés. Les tableaux sont à réserver à la présentation de données structurées (résultats, etc.).
- Les appels de note de bas de page (petits chiffres en exposant, introduits par l'outil «  Source ») sont à placer entre la fin de phrase et le point final[comme ça].
- Les liens internes (vers d'autres articles de Wikipédia) sont à choisir avec parcimonie. Créez des liens vers des articles approfondissant le sujet. Les termes génériques sans rapport avec le sujet sont à éviter, ainsi que les répétitions de liens vers un même terme.
- Les liens externes sont à placer uniquement dans une section « Liens externes », à la fin de l'article. Ces liens sont à choisir avec parcimonie suivant les règles définies. Si un lien sert de source à l'article, son insertion dans le texte est à faire par les notes de bas de page.
- La présentation des références doit suivre les conventions bibliographiques. Il est recommandé d'utiliser les modèles {{Ouvrage}}, {{Chapitre}}, {{Article}}, {{Lien web}} et/ou {{Bibliographie}}. Le mode d'édition visuel peut mettre en forme automatiquement les références.
- Insérer une infobox (cadre d'informations à droite) n'est pas obligatoire pour parachever la mise en page.

Pour une aide détaillée, merci de consulter Aide:Wikification.
Si vous pensez que ces points ont été résolus, vous pouvez retirer ce bandeau et améliorer la mise en forme d'un autre article.

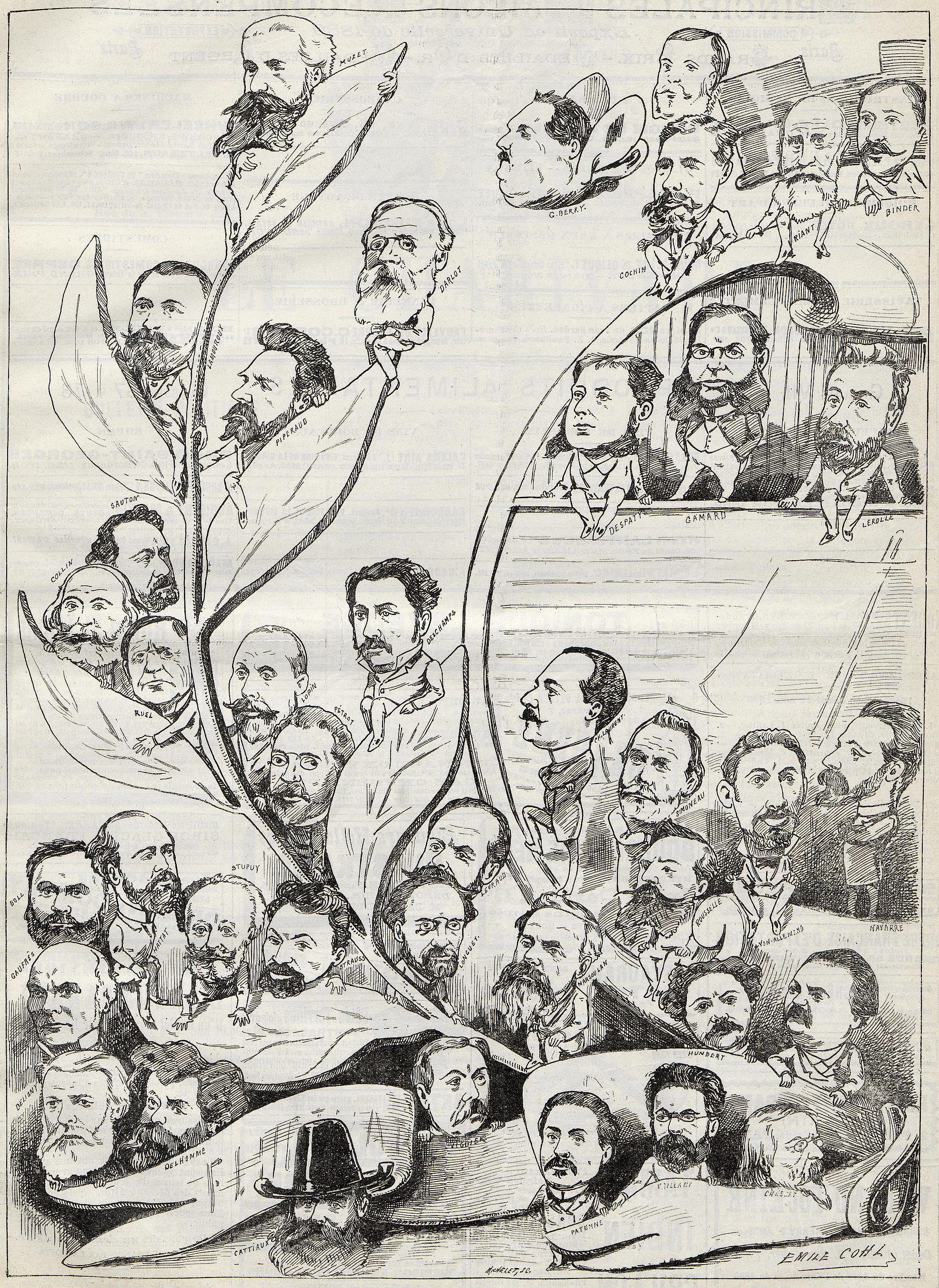
Caricature présentant le nouveau conseil municipal de Paris (Charivari, 22 mai 1890). En haut à droite, Ferdinand Riant

Ferdinand Riant, né à Paris le 15 juin 1827 et mort à Paris le 24 février 1897, est un homme d’affaires, homme politique et philanthrope français. Fils du notaire Didier-Nicolas Riant (1790-1864) et frère de Léon Riant (1828-1903), il personnifie la grande bourgeoisie parisienne du milieu du XIXe siècle dont il est « l’un des représentants les plus considérables. »

## Biographie

### Famille
Ferdinand Riant se marie en 1858 avec Marie Petit, née Dussaussoy (respectivement nièce et cousine des députés du Pas-de-Calais Paul Dussaussoy-Hubert et Paul Dussaussoy, issus d’une grande famille industrielle du Nord de la France), dont il aura un seul enfant, Valentine Riant. Marie Petit décède six ans après leur mariage, en 1865. Il vit entre Paris, habitant le quartier de la plaine Monceau, et le château de la Salle en Bourbonnais, un domaine appartenant aux Riant, mais ne quitte plus guère Paris une fois devenu veuf.

### Études
Il fait ses études secondaires au collège royal de Bourbon (aujourd’hui le lycée Condorcet) en qualité d’externe et entre en classe préparatoire à 16 ans. Il intègre l’École polytechnique, puis l’École des mines.
Sous l’habile direction de son père, il s’initie aux affaires de la famille et à celles du quartier de l’Europe, qui en étaient inséparables. À ce titre, et fort de sa position de membre du Conseil de la Seine et conseiller municipal de Paris, il participe au projet de création de la ligne de chemin de fer Paris-Rouen à partir de la gare Saint-Lazare.
Il est vice-président du comité et membre de la commission de surveillance de la construction de la basilique du Sacré-Cœur de Montmartre.
Demeuré à Paris pendant le siège de 1870 par les troupes allemandes, il participe activement à l’effort de guerre, en tant que membre de la garde nationale, mais aussi en organisant des logements dans les maisons vides du quartier de l’Europe et en supervisant des activités de cartoucherie, de blanchissage et de ravaudage pour les forces combattantes.

### Politique
En juillet 1871 il rejoint le conseil municipal de Paris, représentant le 8e arrondissement de Paris (quartier de l’Europe). Il est considéré comme une des « personnalités les plus marquantes » du parti conservateur. Il est réélu 9 fois et siège à l’hôtel de ville jusqu’à sa mort en 1897.
En 1876 il est candidat contre le duc Decazes, ministre des Affaires étrangères, malgré de fortes pressions, qu’il ignorera, pour se désister en faveur du ministre. Celui-ci aura alors le soutien du Moniteur universel, journal dirigé par son cousin Paul Dalloz, ce qui pourra expliquer son entrée au capital du journal quelques années après. Il n'obtient que peu de votes au premier tour et finit par se retirer pour le ministre au second tour.
Son positionnement politique à droite, bonapartiste selon certaines sources, voire monarchiste, le rend très isolé, face à une majorité hostile à ses convictions. Il est en particulier en opposition frontale avec les radicaux. Dans ces conditions difficiles, il est reconnu pour « l’irréprochable courtoisie des formes » dont il fait preuve.
Sa réélection en 1879 est imputable essentiellement à ses positions tranchées en faveur de l’enseignement congréganiste, en opposition frontale avec la politique menée par Jules Ferry, qui consistait à laïciser de force les établissements d’enseignement dirigés par des ordres religieux[6].
Toutefois, le renforcement de la droite au Conseil de Paris vient soutenir son assise politique à compter de 1881 et le rapproche de personnalités comme le baron Denys Cochin (conseiller municipal du 7e arrondissement, puis député et ministre dans les gouvernements Briand et Ribot) qui, comme lui, défend les libertés scolaires et les congrégations religieuses. Ses qualités humaines sont reconnues y compris par ses opposants politiques, comme Louis Puech qui prononce l’une de ses éloges funèbres.

### Un homme très pieux
Homme très pieux, il est connu pour son engagement au service de la cause catholique. « Cet homme du monde, si habile aux affaires du monde, ne vivait que pour le ciel » disait-on. Il est proche des ecclésiastiques influents de l’époque, en particulier monseigneur d’Hulst et le cardinal Langénieux, qui lui devra la vie durant la Commune. Déjà auparavant, mais plus encore à compter de la mort de sa fille Valentine, qui le laisse sans héritier direct, Ferdinand Riant fait très largement usage de son temps et de sa fortune au service d’œuvres parmi lesquelles on compte en particulier l’érection de la basilique du Sacré-Cœur à Montmartre, la création de l’Institut catholique de Paris, la fondation de l’hôpital Saint-Joseph, l’asile de Villepinte, la défense de l’école libre, et le soutien à diverses congrégations religieuses. Ceci lui vaut le surnom du « bon riche », sorte de canonisation populaire, et la nomination par le pape commandeur de l’ordre de Saint Grégoire le Grand en 1877. 
Reçu pour la seconde fois par le pape Pie IX en 1877 où il rend compte de l’avancée des travaux du Sacré-Cœur et des établissements scolaires des jésuites (il est président du conseil d’administration du collège Saint-Ignace  de la rue de Madrid, dont le collège Saint-Louis-de-Gonzague, dit Fanklin est l'héritier, et de l’école Sainte-Geneviève), il est à l’origine de l’idée de créer une « banque catholique universelle » et évoque ce projet avec le pape. Ce projet sera par la suite mis en œuvre par son frère Léon Riant la naissance en 1878 de l’Union générale.
En 1880, il s’oppose au choix de la date du 14 juillet comme jour de la fête nationale, bien que sollicité pour faire partie d’un comité spécial, jugeant cette date « un fait historique ridicule ou une populace indigne, poussée par les politiques d’alors, égorgea avec une cruauté sauvage quelques invalides désarmés, défenseurs d’une forteresse qui s’ouvrait d’elle-même ».
En 1891, avec les députés Charles Chesnelong, Albert de Mun, Émile Keller (promoteurs du catholicisme social), il crée un nouveau parti politique sur le modèle allemand, L’Union de la France chrétienne, dont il est membre du comité et trésorier. Le parti avait vocation à être une force centriste, découplant l’aspect chrétien et la question légitimiste, se rendant ainsi pleinement compatible avec la république.
Sa biographie par le R.P. Georges Longhaye, publiée un an après sa mort en 1898, est à l’époque un « best-seller de la littérature catholique ».